# Veronika Harcsa

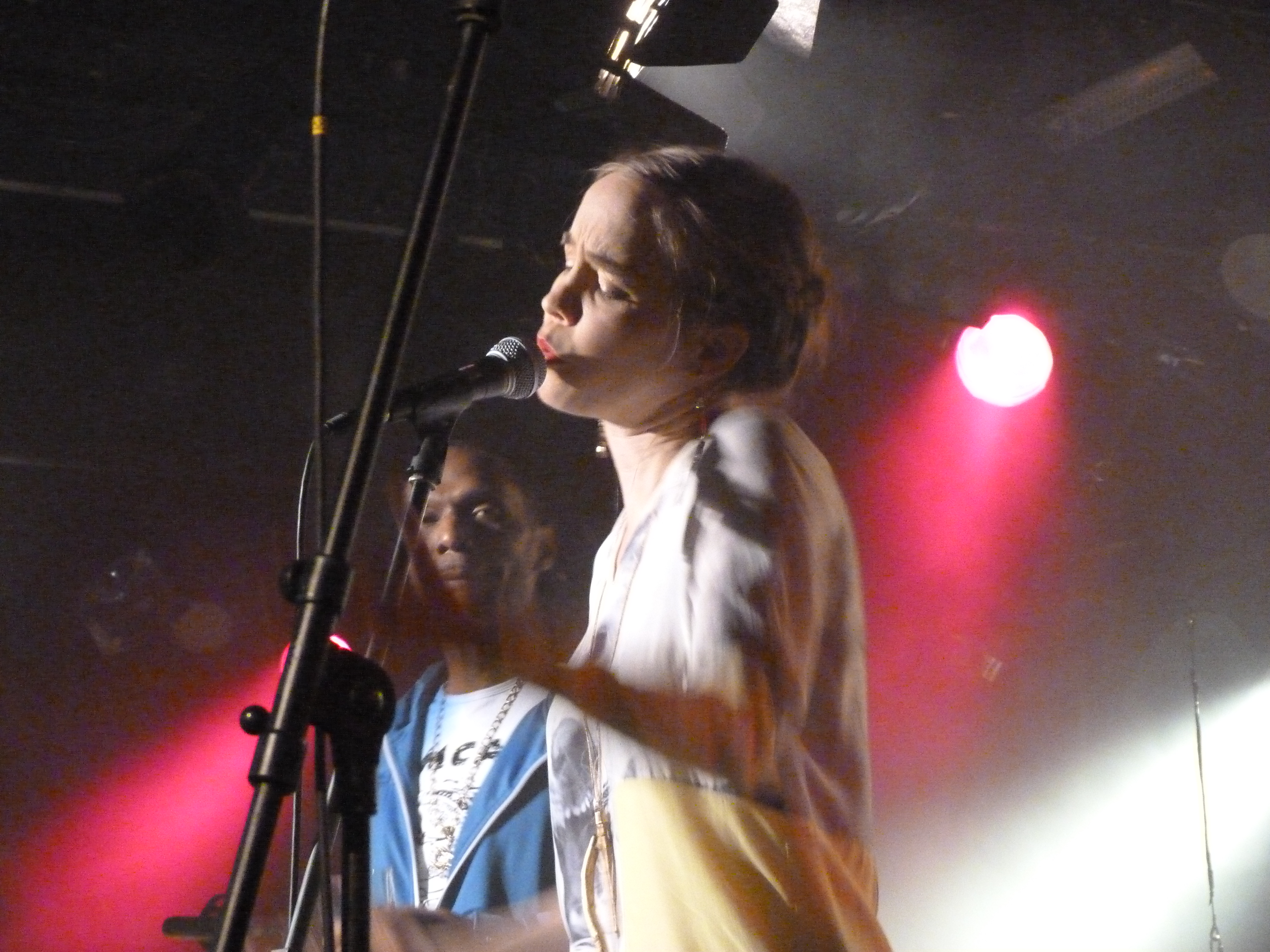
Veronika Harcsa (2013)

Veronika Harcsa (anhörenⓘ geboren am 8. Oktober 1982 in Budapest) ist eine ungarische Jazzsängerin und Komponistin.

## Leben und Wirken
Veronika Harcsa brach ihr Studium an der Technischen Universität Budapest ab und wechselte zur Franz-Liszt-Musikakademie, wo sie 2008 graduierte. Am Königlichen Konservatorium Brüssel vertiefte sie ihre Studien und absolvierte 2014 mit einem Master.
Im Jahr 2005 gründete Harcsa ihr eigenes Jazz-Quartett und produzierte ihr erstes Jazz-Album Speak Low. Im Jahr 2007 trat sie beim Budapest Fringe Festival auf. Von 2004 bis 2010 trat sie mit der Erik Sumo Band auf, mit der sie auch das Album The Trouble Soup (2009) veröffentlichte. Sie arbeitet auch mit dem Pannonia Allstars Ska Orchestra. 2010 gründete sie mit Zsolt Kaltenecker, Bálint Gyémánt und Andrew J die Band „Bin-Jip“, mit der das Album Enter entstand. Sie arbeitete verschiedentlich mit Nicola Conte, mit Attila László, mit Club des Belugas und war Gast des Thomas-Siffling-Trios. Ihr Album Lámpafény basiert auf elf Texten ungarischer Lyriker des 20. Jahrhunderts: Mihály Babits, Attila József, Frigyes Karinthy, Lajos Kassák, Dezső Kosztolányi, Ágnes Nemes Nagy, Árpád Tóth und Sándor Weöres.
Mit dem Cellisten Albert Markos machte sie 2009 die Musik zu Áron Mátyássys Film Lost Times und ebenso 2013 für Yves Cantraines Film Plastico. Sie schreibt auch Theatermusik und wirkt in Tanztheaterprojekten mit.
2014/15 gestaltete Harcsa eine monatliche Programmreihe in Berlin und lud Musiker wie David Friedman, Julia Hülsmann, Samuel Blaser und David Helbock zur Improvisation im Duo ein. Zudem engagierte sie sich als Interpretin der klassischen Moderne: 2016 übernahm sie die Hauptrolle der Éléonore in Bohuslav Martinůs Dada-Oper Les larmes du couteau zum Auftakt der Martinů Festtage Basel. Im Duo mit der russischen Harfenistin Anastasia Razvaljaeva (Анастасия Разваляева) führte sie Lieder von Claude Debussy auf, mit dem Budapester Modern Art Orchestra sang sie Bauernlieder von Béla Bartók. Tom Bourgeois holte sie als Sängerin für sein Doppelalbum Murmures/Rumeurs.
Harcsa erhielt 2009 den ungarischen Fonogram-Musikpreis für You Don’t Know It’s You in der Kategorie „Jazzalbum des Jahres“.

## Diskografische Hinweise
- Speak Low (Nature Bliss 2007)
- You Don’t Know It’s You (Nature Bliss 2008)
- Thomas-Siffling-Trio feat. Veronika Harcsa und Xaver Fischer: cruisen (JAZZ´n´ARTS 2009)[7]
- Lámpafény (Nature Bliss 2011)
- Veronika Harcsa & Bálint Gyemant: Tell Her (Traumton Records, 2017)
- Veronika Harcsa & Bálint Gyemant: Shapeshifter (Traumton Records, 2019, mit Nicolas Thys, Antoine Pierre)[5]
- Veronika Harcsa | Anastasia Razvalyaeva | Márton Fenyvesi: Debussy NOW! (BMC Records 2020)[8]
- Veronika Harcsa & Bálint Gyemant: About Time (Jazzhaus Records, 2022, mit Nicolas Thys und Antoine Pierre)[9]
- Veronika Harcsa / Anastasia Razvalyaeva / Bálint Bolcsó: Schubert NOW! (BMC Records 2025)[10]